# Belon'i Tsiribihina (district)
Belon'i Tsiribihina is een district van Madagaskar in de regio Menabe. Het district telt 117.623 inwoners(2011) en heeft een oppervlakte van 7.573 km², verdeeld over 14 gemeentes.  De hoofdplaats is Belon'i Tsiribihina.